# Daspletis hirtus
Daspletis hirtus är en tvåvingeart som beskrevs av Ricardo 1925. Daspletis hirtus ingår i släktet Daspletis och familjen rovflugor. Inga underarter finns listade i Catalogue of Life.